# Chloriona clavata
Chloriona clavata är en insektsart som beskrevs av Dlabola 1960. Chloriona clavata ingår i släktet Chloriona och familjen sporrstritar. Inga underarter finns listade i Catalogue of Life.